# Vágner Benazzi
Vágner Benazzi (Osasco, Brasil; 17 de julio de 1954-Osasco, Brasil; 22 de mayo de 2023) fue un futbolista y entrenador de fútbol de Brasil que jugó en la posición de lateral derecho.

## Carrera

### Jugador
| Periodo   | Club              |
| --------- | ----------------- |
| 1972      | Operário FC       |
| 1973      | Portuguesa        |
| 1974      | Sampaio Corrêa FC |
| 1975–1977 | EC Juventude      |
| 1978      | XV de Jaú         |
| 1979–1980 | Comercial FC      |
| 1981–1982 | SE Palmeiras      |
| 1983–1986 | São José EC       |
| 1987      | GD Sãocarlense    |

### Entrenador
| Periodo   | Club                     |
| --------- | ------------------------ |
| 1989–1990 | GD Sãocarlense           |
| 1990      | Lençoense                |
| 1990      | União Barbarense         |
| 1990      | Comercial FC             |
| 1991      | GD Sãocarlense           |
| 1991      | EC Lemense               |
| 1991      | CA Taquaritinga          |
| 1992–1993 | GD Sãocarlense           |
| 1994      | Comercial FC             |
| 1994      | Portuguesa Santista      |
| 1995      | União Barbarense         |
| 1996      | CA Bragantino            |
| 1996      | Paulista FC              |
| 1996      | EC Paraguaçuense         |
| 1997      | União Barbarense         |
| 1998      | SE Gama                  |
| 1998–1999 | Paulista FC              |
| 1999–2000 | São José EC              |
| 2000      | EC Santo André           |
| 2001      | Atlético Sorocaba        |
| 2001      | EC Santo André           |
| 2001      | Figueirense FC           |
| 2002      | EC Santo André           |
| 2002      | Clube Náutico Capibaribe |
| 2003      | Figueirense FC           |
| 2003      | Brasiliense FC           |
| 2004      | Criciúma EC              |
| 2004      | Paysandu SC              |
| 2005      | Fortaleza EC             |
| 2005      | Joinville EC             |
| 2006      | Avaí FC                  |
| 2006–2008 | Portuguesa               |
| 2008      | AA Ponte Preta           |
| 2009      | Vila Nova FC             |
| 2009–2010 | Portuguesa               |
| 2010–2011 | Avaí FC                  |
| 2011      | EC Bahia                 |
| 2011      | EC Vitória               |
| 2012      | Botafogo FC              |
| 2013      | CA Bragantino            |
| 2013      | Atlético Sorocaba        |
| 2013      | CA Bragantino            |
| 2014      | Paysandu SC              |
| 2014      | Comercial FC             |
| 2014      | Guarani FC               |
| 2014      | Portuguesa               |
| 2015      | CA Bragantino            |
| 2016      | Nacional de Manaus       |

## Logros
- Campeonato Brasileiro Série B: 1998
- Campeonato Paulista Série A2: 1992, 1998
- Campeonato Paulista Série A3: 1989
- Campeonato Brasiliense: 1998, 2000
- Campeonato Catarinense: 2001, 2003
- Campeonato Cearense: 2005